# Dorstenia peltata
Dorstenia peltata là một loài thực vật có hoa trong họ Moraceae. Loài này được Spreng. mô tả khoa học đầu tiên năm 1822.